# Апикальное доминирование
Апикальное доминирование (лат. apex — верхушка, маковка; лат. dominans — господствующий, властвующий) — преимущественное развитие верхушечной почки, которая растёт быстрее и замедляет рост боковых почек. Развивающийся из верхушечной почки побег имеет преимущественное развитие.
Фитогормоны (ауксины) верхушки побега вызывают подавление процессов роста боковых почек, тогда как цитокинины апикальное доминирование преодолевают, вызывая процессы ветвления.
Апикальное доминирование является классическим примером того, как одна часть растения может контролировать другую при помощи какого-либо вещества, регулирующего рост тканей. Подобная взаимосвязь процессов называется корреляцией.
После удаления верхушечной почки апикальное доминирование прекращается.